# Duan Albanach
El Duan Albanach (en català, Cançó dels escocesos) és un poema en irlandès mitjà que es va trobar amb el Lebor Bretnach, una versió en gaèlic de la Historia Brittonum de Nennius, amb material extensiu sobre Escòcia.
Escrit durant el regnat de Malcolm III d'Escòcia, es troba en una gran varietat de fonts irlandeses, i la versió més habitual prové del Llibre de Lecan i del Llibre d'Uí Maine, de principis del segle v. Segueix a partir del Duan Eireannach, que cobreix la història mitològica antiga del poble gaèlic.

## El text

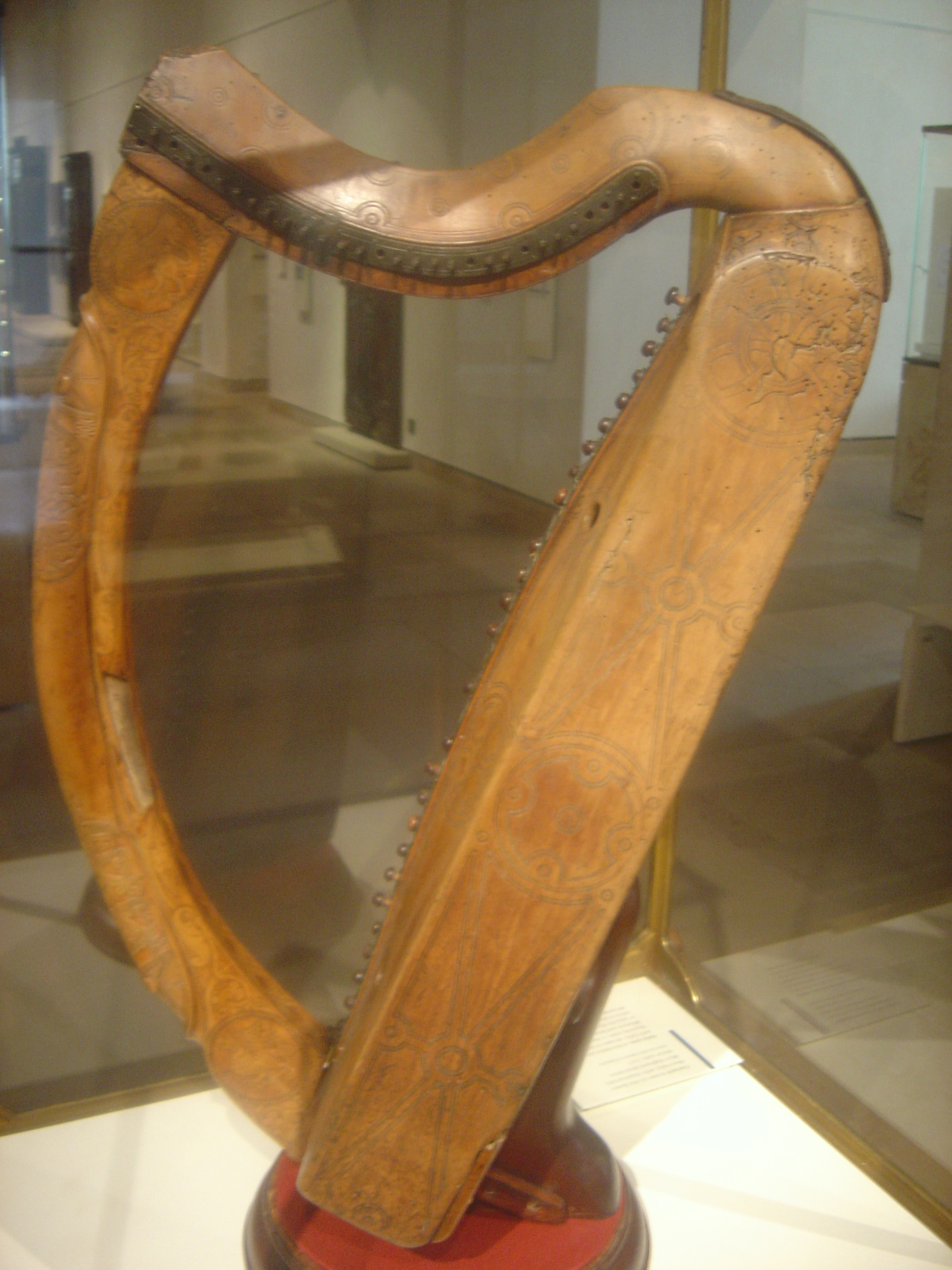
L'arpa (en gaèlic escocès, clarsach), era un instrument associat amb la cultura medieval escocesa. Aquest exemplar, actualment en el Museu d'Escòcia, és una de les tres arpes medievals gaèliques que s'han conservat.

El poema, repartit en vuit planes, es compon de vint-i-set estrofes de quatre versos cadascuna. Detalla el nom dels reis d'Alba (Escòcia), sense indicar, no obstant això, el seu parentesc, sinó la durada de cada regnat. És un poema compost probablement per ser cantat a la cort i acompanyat d'una arpa. En el cas que es cantés en un context públic, és possible que els oients participessin durant la recitació.
El Duan reconta els reis dels escocesos des que l'eponímic Albanus va arribar a Alba (en català, Escòcia). Al principi, es pot observar una estrofa d'introducció on s'apel·la a l'atenció dels oients per mitjà d'exclamacions i d'interrogacions retòriques, que comporten la introducció del relat històric i mitològic:

| A eolcha Alban uile,             | Oh tot el que heu après d'Alba!                          |
| a shluagh feuta foltbhuidhe,     | Vosaltres, multituds ben expertes de cabell groc!        |
| cia ceud ghabhail, an eól duíbh, | Quina va ser la primera invasió, és sabut per vosaltres? |
| ro ghabhasdair Albanruigh ?      | Quina va prendre la terra d'Escòcia?                     |

Les estrofes 2 a la 7 resumeixen la història mítica de l'establiment dels escocesos a partir dels dos germans: Albanus i Briutus, fills d'Isacon. La segona estrofa, on es nomenen els dos germans, és la que segueix:

| Albanus ro ghabh, lia a shlógh, | Albanus la posseïa, i nombroses [eren] les seves hosts; |
| mac sen oirdérc Isicon,         | ell era l'il·lustre fill d'Isacon,                      |
| brathair is Briutus gan brath,  | ell i Brutus eren germans sense engany,                 |
| ó ráitear Alba eathrach.        | d'ell prové el nom de l'Escòcia de vaixells.            |

Les estrofes 8 a la 19 detallen els reis de Dál Riata des dels tres fills d'Erc: Loarn, Fergus i Oengus, fins a Eòganan. Les estrofes 20 a la 26 enumeren els reis d'Alba des de Cionaoith fins a Maolcoluim. El poema s'havia de recitar a la cort d'aquest rei, mort el 1093, ja que el seu regnat és l'últim alabat. Finalment, a la darrera estrofa es pot observar que el poema data del temps del rei Malcolm III, a la segona meitat del segle xi.

| Se bliadhna Donnchaid glain gaoith | Els sis anys de Donnchad el savi, |
| xuii bliadhna mac Fionnlaoich,     | disset anys el fill de Findláech; |
| tar és Mec Beathaidh go m-blaidh,  | després Mac Bethad, el cèlebre,   |
| uii mís i f-flaithios Lughlaigh.   | set mesos va ser Lulach sobirà.   |

| Maolcholuim anosa as rí,              | Máel Coluim [Malcolm III] és ara el rei,                 |
| mac Donnchaidh dhata dhrechbhi,       | fill de Donnchad el ros, d'alegre cara,                  |
| a ré nocha n-fidir neach,             | la seva durada no la conegué cap home                    |
| acht an t-eólach as éolach. A eolcha. | sinó [a excepció de] el savi, el més savi. Ara ho sabeu. |

Encara que l'estrofa 27 de conclusió menciona que "52 sobirans de la raça d'Erc regnaren a Alba", el text només n'evoca 48, incloent els tres fills d'Erc. Sembla, doncs, que hi ha versos perduts, ja que no s'hi inclouen alguns reis anotats en els Sincronismes de Flann Mainistreach, o als Annals d'Ulster o de Tigernach, com Selbach mac Ferchaird, Fergus mac Echdach, etc.